# Tibullus

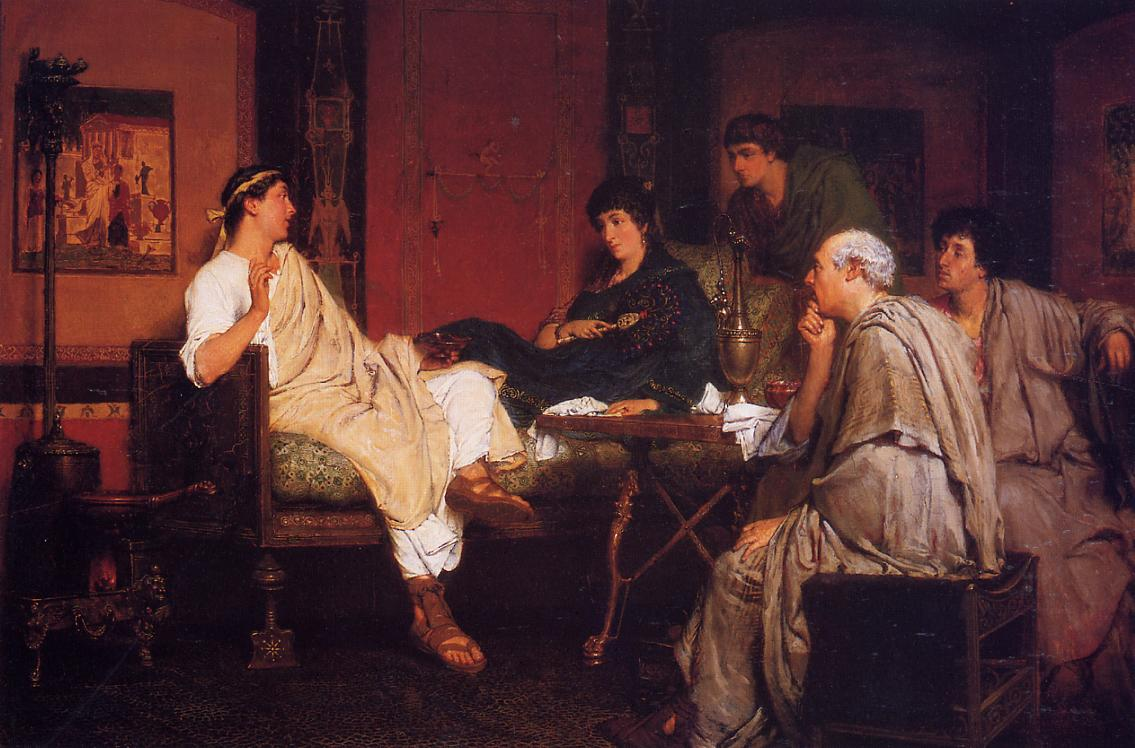
Tibullus w domu Delii (mal. Lawrence Alma-Tadema, 1866)

Tibullus, Albius Tibullus (ur. ok. 54 p.n.e., zm. 19 p.n.e.) – poeta rzymski, obok Owidiusza i Propercjusza jeden z trzech najważniejszych elegików antycznego Rzymu.
Urodzony prawdopodobnie w okolicach Gabii, na wschód od Rzymu. Przyjaciel Horacego i Owidiusza. Jako piewca miłości, w utworach opiewał swoją ukochaną Planię, której prawdziwe imię ukrywał pod pseudonimem Delia. Tak też zatytułowany jest pierwszy zbiór 10 elegii. Drugi zbiór (6 utworów) nazwany Nemesis, od imienia innej dziewczyny. Podkreślał też uroki wiejskiego życia, świąt, zwyczajów. Echa jego elegii można znaleźć w twórczości Klemensa Janickiego i Jana Kochanowskiego. Nazwał Rzym wiecznym miastem. 
Brał udział w wyprawach wojennych wraz z Messallą. Poeta obawiał się śmierci i dawał temu wyraz w swych utworach. Jego elegie wchodzą w skład I i II księgi Corpus Tibullianum. Jest jedynym poetą swojej epoki, który w swej twórczości ani razu nie wymienia imienia Augusta, natomiast chętnie sięga do czasów dalekiej przeszłości lub przyszłości. Tematyka utworów Tibullusa podejmuje różnorodne zagadnienia - od hymnów, dydaktyki, poprzez życzenia urodzinowe, aż po erotyki. Rzadko trzyma się w utworze jednego wątku. Twórczość Tibullusa była ceniona i zachwalana między innymi przez Owidiusza, Marcjalisa, Kwintyliana, czy Diomedesa.
Jedno z wczesnych tłumaczeń utworów Tibullusa na polski wydane zostało przez Jędrzeja Moraczewskiego pt. Elegie i wiersze. Jako też niektóre przypisywane Sulpicyi i innym z łacińskiego przez J. M.  [Jędrzeja Moraczewskiego] we Wrocławiu u Wilhelma Bogumiła Korna 1827. Przed nim publikowali swe przekłady Kazimierz Brodziński (1818) i Franciszek Dmochowski (1826).    